# 祁丰藏族乡
祁丰藏族乡是中华人民共和国甘肃省张掖市肃南裕固族自治县下辖的一个民族乡。

## 行政区划
祁丰藏族乡下辖以下村级行政区划单位：
黄草坝村、甘坝口村、祁林村、红山村、青稞地村、瓷窑口村、观山村、文殊村、堡子滩村、祁文村、腰泉村、珠龙关村和陶丰村。